# Begonia bouffordii
Espèce
Begonia bouffordii est une espèce de plantes de la famille des Begoniaceae. Ce rare bégonia est originaire de Taïwan. L'espèce fait partie de la section Platycentrum. Elle a été décrite en 2005 par le botaniste chinois Ching-I Peng. L'épithète spécifique, bouffordii, signifie « de Boufford » en hommage à David E. Boufford, botaniste à l'herbier de l'université Harvard pour son étude de la flore d'Asie de l'Est.

## Description

### Publication originale
(en) Ching-I Peng, Hsun-An Yang, Yoshiko Kono, Ming-Jer Jung, Tien Hiep Nguyen, Four new species of Begonia (Begoniaceae) from Vietnam: B. abbreviata, B. calciphila, B. sphenantheroides and B. tamdaoensis, dans Pytotaxa Vol 222, No 2, 14 August 2015 (DOI 10.11646/phytotaxa.222.2.1).

## Répartition géographique
Cette espèce est originaire du pays suivant : Taïwan.